# Danh sách kế vị ngai vàng hoàng gia Hy Lạp cũ

Huy hiệu lúc trước của Hoàng gia Hy Lạp

Chế độ quân chủ Hy Lạp đã bị chế độ độc tài quân sự 1963–1974 xoá bỏ vào ngày 1 tháng 6 năm 1973. Thông tin này đã được xác nhận trong cuộc trưng cầu ý dân vào ngày 8 tháng 12 năm 1974 sau khi hệ thống cai trị sụp đổ. Vị vua đang trị vì lúc bấy giờ là Konstantinos II (lên ngôi năm 1964 – thoái vị năm 1973). Con trai của ông, Thái tử Pavlos (sinh năm 1967) sẽ là người kế vị ngai vàng tiếp theo trên danh nghĩa. Theo Điều 45 của Hiến pháp Hy Lạp năm 1864, Thái tử kế vị sẽ là con trai trưởng của Đức vua đương nhiệm và là hậu duệ của Vua Georgios I của Hy Lạp. Vị trí trong danh sách kế vị ngai vàng sẽ được sắp xếp theo chế độ ưu tiên quyền thừa kế cho người nam, nghĩa là các hậu duệ nam của Đức vua đương nhiệm sẽ được xếp đứng trước các hậu duệ nữ của Đức vua.

## Danh sách kế vị ngai vàng

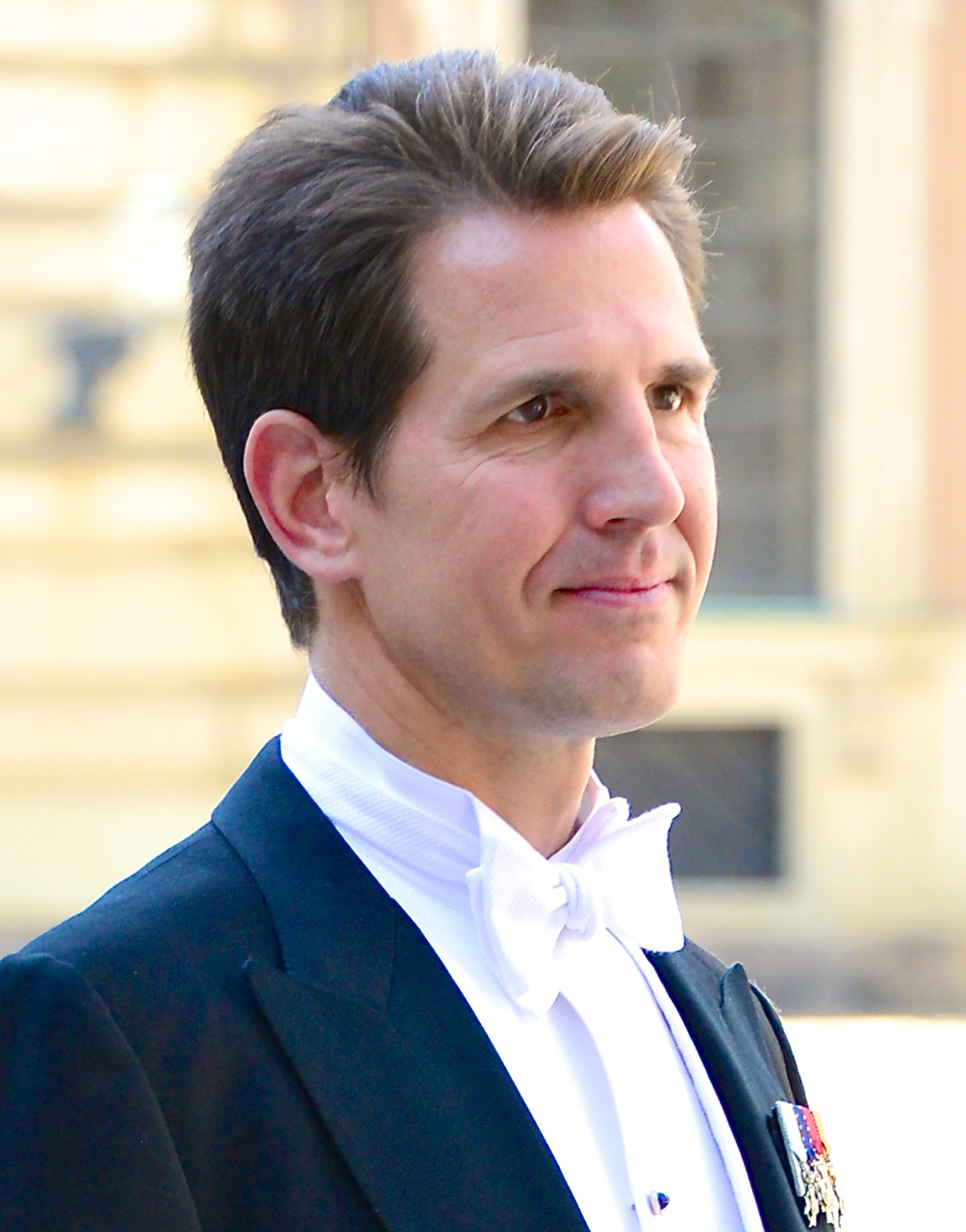
Thái tử Pavlos đã được chọn làm người kế vị ngai vàng hoàng gia Hy Lạp trước khi nền quân chủ Hy Lạp bị sụp đổ.

- Vua Pavlos I (1901–1964)
  -  Vua Konstantinos II (sinh năm 1940)
    - (1) Thái tử Pavlos (sinh năm 1967)
      - (2) Vương tử Konstantinos Alexios (sinh năm 1998)
      - (3) Vương tử Achileas-Andreas (sinh năm 2000)
      - (4) Vương tử Odysseus-Kimon (sinh năm 2004)
      - (5) Vương tử Aristidis-Stavros (sinh năm 2008)
      - (6) Vương nữ Maria-Olympia (sinh năm 1996)

    - (7) Vương tử Nikolaos (sinh năm 1969)
    - (8) Hoàng tử Philippos (sinh năm 1986)
    - (9) Vương nữ Theodora (sinh năm 1983)

  - (10) Vương nữ Eirini (sinh năm 1942)